# Антон Гнолистависдзе
Антон Гнолистависдзе (груз. ანტონ გნოლისთავისძე) — грузинский политик и монах XII века.

## Биография
Во времена правления Георгия III, Антон, «мудрый и разумный человек, верный своим господам и способный управляющий», служил как Мцигнобартухуцес-Чкондидели (канцлер) и Великий визирь (около 1179-1184 гг.) при грузинском дворе. Однако после смерти царя, Католикос-Патриарх Михаил IV лишил его этой должности. После этого Антон покинул светскую жизнь, чтобы стать монахом в монастыре Давид-Гареджа. Переломным моментом в судьбе Антона была смерть могущественного Католикос-Патриарха Михаила, которого царица Тамара заменила на своего сторонника, Антона Гнолистависдзе, на посту канцлера. Тамара также назначила его епископом в Самтависи. Антон Гнолистависдзе, «настоящий рыцарь по своему внешнему виду и происхождению», участвовал в Битве при Шамкоре в 1195 году. Ему было приказано нести вперед «Животворящий Крест». Будучи монахом, Антон не носил меча, но вместе с двумя своими рыцарями он завладел у врага тремястами мулами и верблюдами.